# Fate (rivista)
Fate è una rivista statunitense sui fenomeni paranormali e l'ufologia, fondata nel 1948.

## Storia
La rivista Fate è stata fondata nel 1948 da Raymond A. Palmer (curatore editoriale della rivista Amazing Stories e da Curtis Fuller. Era stampata dalla casa editoriale Clark Publishing Company (fondata da Palmer e Fuller) e aveva inizialmente una periodicità trimestrale. Il primo numero, uscito nel mese di marzo del 1948 in formato digest, conteneva un articolo sull'avvistamento UFO di Kenneth Arnold, che rese famosa la rivista.
Dal 1953 Fate cominciò ad uscire con periodicità mensile. Nel 1955 Palmer cedette la sua quota a Fuller, che insieme alla moglie acquistò il pieno controllo della rivista. Nel 1988 Fuller la cedette alla Llewellin Publications (ora Llewellin Worldwide). Nel 1994 la rivista subì un rifacimento, passando al formato A4 interamente a colori.
Nel 1998 la rivista celebrò il 50º anno di pubblicazione. Nel 2001 Fate fu acquistata dal caporedattore Phyllis Galde, che creò una propria casa editrice, la Galde Press Inc. Nel maggio del 2003 Fate tornò al formato digest e nel 2008 passò alla periodicità bimestrale.
Nel luglio del 2009 Fate ha sospeso le pubblicazioni cartacee e nel gennaio 2010 ha lanciato un proprio sito internet con notizie, articoli e blog curati da ricercatori ed esperti del paranormale e dell'ufologia.

## Contenuti
Fin dalle origini, Fate si è occupata di ufologia, criptozoologia, archeologia misteriosa, medicina alternativa,
fantasmi, spiritismo, eventi fortiani, telepatia, precognizione, chiaroveggenza ed altri fenomeni paranormali o anomali.
Fate è stata definita come "la leader mondiale delle riviste sul paranormale". Nonostante tenda ad enfatizzare aneddoti personali sul paranormale e i fenomeni anomali allo scopo di aumentare il successo di pubblico, in alcune occasioni, come ha fatto notare uno dei suoi collaboratori, l'ufologo Jerome Clark, ha condotto serie indagini che hanno contribuito alla demistificazione di alcune storie e tesi dubbie. Fra i soggetti di tali articoli di demistificazione vi sono stati Atlantide e il Triangolo delle Bermude.